# Alice O'Fredericks
Alice O'Fredericks, de son vrai nom Mitzi Otha Alice Fredericksen, née à Göteborg (Suède) le 8 septembre 1900 et morte à Hellerup (Municipalité de Gentofte, Danemark) le 18 février 1968, est une réalisatrice, scénariste et actrice danoise.

## Biographie
Alice O'Fredericks débute au cinéma en 1921, comme actrice, et joue en tout dans dix films muets, le dernier en 1929. Cette même année 1929 et la suivante (1930), elle est assistante-réalisatrice sur deux films mis en scène par Lau Lauritzen Sr. (1878-1938). Puis, de 1934 à 1967, elle réalise soixante-douze films, parfois seule, mais le plus souvent en collaboration avec Lau Lauritzen Jr. (1910-1977 ; fils du précédent) ou, dans une moindre mesure, avec Robert Saaskin (da) (1920-1972), Jon Iversen (en) (1889-1964) et Ib Mossin (en) (1933-2004).
En outre, de 1928 à 1967, Alice O'Fredericks est scénariste de quarante films, dont bon nombre réalisés (ou coréalisés) par elle.
Depuis 2004, en hommage à ses activités de pionnière du cinéma (comme femme réalisateur), une récompense dénommée Alice Award (en) est décernée à la meilleure réalisatrice, lors du Festival International du Film de Copenhague (en).

## Filmographie complète

### Comme assistante-réalisatrice
- 1929 : Højt paa en kvist de Lau Lauritzen Sr.
- 1930 : Hr. Tell og søn de Lau Lauritzen Sr. (+ scénariste)

### Comme réalisatrice
+ scénariste (S), le cas échéant
- 1934 : Ud i den kolde sne, avec Mathilde Nielsen (coréalisé par Lau Lauritzen Jr. ; + S)
- 1935 : Kidnapped (titre original), avec Osa Massen (coréalisé par Lau Lauritzen Jr. ; + S)
- 1935 : Week-end (titre original) (coréalisé par Lau Lauritzen Jr. ; + S)
- 1936 : Snushanerne (coréalisé par Lau Lauritzen Jr. ; + S)
- 1936 : Panserbasse (coréalisé par Lau Lauritzen Jr. ; + S)
- 1936 : Cirkusrevyen 1936 (coréalisé par Lau Lauritzen Jr. ; + S)
- 1937 : En fuldendt gentleman (coréalisé par Lau Lauritzen Jr.)
- 1937 : Frk. Møllers jubilæum, avec Victor Borge (coréalisé par Lau Lauritzen Jr. ; + S)
- 1937 : Der var engang en Vicevært, avec Victor Borge (coréalisé par Lau Lauritzen Jr.)
- 1938 : Alarm (titre original), avec Victor Borge, Johannes Meyer (coréalisé par Lau Lauritzen Jr. ; + S)
- 1938 : Julia jubilerar (coréalisé par Lau Lauritzen Jr. ; + S)
- 1938 : Livet paa Hegnsgaard (coréalisé par Lau Lauritzen Jr. et Arne Weel)
- 1938 : Blaavand melder Storm, avec John Price (coréalisé par Lau Lauritzen Jr. ; + S)
- 1939 : De tre måske fire, avec Victor Borge (coréalisé par Lau Lauritzen Jr. ; + S)
- 1939 : I dag begynder livet (coréalisé par Lau Lauritzen Jr.)
- 1940 : Familien Olsen (coréalisé par Lau Lauritzen Jr.)
- 1940 : Västkustens hjältar (coréalisé par Lau Lauritzen Jr. ; + S)
- 1940 : Pas på Svinget i Solby (coréalisé par Lau Lauritzen Jr.)
- 1940 : En ganske almindelig pige (coréalisé par Lau Lauritzen Jr.)
- 1941 : Tror du jeg er født i Gaar ! (coréalisé par Lau Lauritzen Jr. ; + S)
- 1941 : Tag til Rønneby Kro, avec Johannes Meyer (coréalisé par Jon Iversen)
- 1941 : Frk. Kirkemus, avec Johannes Meyer (coréalisé par Lau Lauritzen Jr.)
- 1942 : Frk. Vildkat (coréalisé par Lau Lauritzen Jr.)
- 1942 : Tyrannens Fald (coréalisé par Jon Iversen)
- 1943 : Det brændende spørgsmål
- 1943 : Hans Onsdagsveninde, avec Johannes Meyer (coréalisé par Lau Lauritzen Jr.)
- 1944 : Teatertosset, avec Johannes Meyer
- 1944 : Elly Petersen (coréalisé par Jon Iversen)
- 1944 : Bedstemor går amok (coréalisé par Lau Lauritzen Jr. ; + S)
- 1945 : Affæren Birte (coréalisé par Lau Lauritzen Jr.)
- 1945 : Panik i familien (coréalisé par Lau Lauritzen Jr.)
- 1945 : Klingende toner (coréalisé par Lau Lauritzen Jr. ; + S)
- 1945 : De kloge og vi gale (coréalisé par Lau Lauritzen Jr.)
- 1946 : Onsdagsväninnan, avec Sonja Wigert (film suédois, coréalisé par Sture Lagerwall)
- 1946 : Så mødes vi hos Tove (coréalisé par Grete Frische)
- 1946 : Jeg elsker en anden (coréalisé par Lau Lauritzen Jr.)
- 1947 : Når katten er ude, avec Svend Asmussen (coréalisé par Lau Lauritzen Jr.)
- 1947 : Lise kommer til Byen (coréalisé par Lau Lauritzen Jr.)
- 1947 : Stjerneskud (coréalisé par Jon Iversen)
- 1948 : Hr. Petit (+ S)
- 1949 : Le Calvaire d'un enfant ou Cela nous concerne tous (Det gælder os alle)
- 1949 : Nous voulons un enfant (Vi vil ha' et barn) (coréalisé par Lau Lauritzen Jr.)
- 1950 : De røde heste (coréalisé par Jon Iversen ; + S)
- 1950 : Den opvakte jomfru (coréalisé par Lau Lauritzen Jr.)
- 1950 : I gabestokken (coréalisé par Jon Iversen)
- 1950 : Mosekongen, avec Johannes Meyer, Tove Maës (coréalisé par Jon Iversen)
- 1951 : Fodboldpræsten, avec Johannes Meyer
- 1951 : Frihed forpligter, avec Johannes Meyer (coréalisé par Robert Saaskin)
- 1951 : Det gamle guld, avec Tove Maës (coréalisé par Jon Iversen ; + S)
- 1952 : Husmandstøsen, avec Johannes Meyer
- 1952 : Det store løb, avec Johannes Meyer
- 1953 : Far til fire (coréalisé par Robert Saaskin)
- 1953 : Fløjtespilleren
- 1954 : Far til fire i sneen
- 1954 : Arvingen (coréalisé par Jon Iversen)
- 1955 : Min datter Nelly
- 1955 : Far til fire på landet
- 1956 : Far til fire i byen
- 1956 : Flintesønnerne
- 1957 : Far til fire og onkel Sofus (coréalisé par Robert Saaskin ; + S)
- 1958 : Verdens rigeste pige
- 1958 : Far til fire og ulveungerne (coréalisé par Robert Saaskin ; + S)
- 1958 : Vagabonderne på Bakkegården (coréalisé par Robert Saaskin ; + S)
- 1959 : Far til fire på Bornholm (coréalisé par Robert Saaskin ; + S)
- 1960 : Det skete på Møllegården (coréalisé par Robert Saaskin ; + S)
- 1961 : Far til fire med fuld musik (coréalisé par Robert Saaskin ; + S)
- 1962 : Der brænder en ild, avec Bodil Udsen (coréalisé par Robert Saaskin ; + S)
- 1963 : Sikke'n familie (coréalisé par Jon Iversen ; + S)
- 1964 : Kampen om Næsbygård (coréalisé par Ib Mossin ; + S)
- 1965 : Næsbygårds arving (+ S)
- 1966 : Krybskytterne på Næsbygård (coréalisé par Ib Mossin ; + S)
- 1967 : Brødrene på Uglegaarden (coréalisé par Ib Mossin ; + S)

### Comme scénariste uniquement
- 1928 : Kraft og skønhed de Lau Lauritzen Sr.
- 1928 : Filmens helte de Lau Lauritzen Sr.
- 1930 : Pas paa pigerne de Lau Lauritzen Sr.
- 1931 : Krudt med knald de Lau Lauritzen Sr.
- 1932 : I kantonnement de Lau Lauritzen Sr.
- 1932 : Lumpenkavaliere de Carl Boese
- 1932 : Han, hun og Hamlet de Lau Lauritzen Sr.
- 1933 : Med fuld musik de Lau Lauritzen Sr.
- 1933 : Københavnere de Lau Lauritzen Sr.
- 1934 : Barken Margrethe de Lau Lauritzen Sr.

### Comme actrice
- 1921 : Film, flirt og forlovelse de Lau Lauritzen Sr.
- 1922 : Han, hun og Hamlet de Lau Lauritzen Sr.
- 1922 : La Sorcellerie à travers les âges (Häxan) de Benjamin Christensen (+ scripte)
- 1923 : Blandt byens børn de Lau Lauritzen Sr.
- 1923 : Smil og Tåre de Johannes Meyer
- 1924 : Hadda Padda de Guðmundur Kamban et Svend Methling
- 1925 : Solskinsdalen d'Emanuel Gregers
- 1925 : Det store hjerte d'August Blom
- 1926 : Flickorna på Solvik de Georg af Klercker
- 1929 : Laila de George Schnéevoigt